# Hrvatsko pitanje
Hrvatsko pitanje bio je naziv za pitanje statusa hrvatskih zemalja i hrvatskog naroda u raznim državnopravnim okvirima tijekom povijesti - Austro-Ugarskoj, Kraljevini Jugoslaviji, SFRJ. Hrvatsko pitanje negativno je utjecalo na gospodarska i društvena kretanja.   Pitanje je riješeno uspostavom suverene i samostalne Republike Hrvatske kao nacionalne države hrvatskog naroda 25. lipnja 1991. godine. Danas se pojam hrvatsko pitanje uglavnom odnosi na pitanje položaja Hrvata u Bosni i Hercegovini i njihove neravnopravnosti, najčešće u smislu potrebe stvaranja hrvatske federalne jedinice, tzv. trećeg entiteta.
| NACIONALNO PITANJE, termin kojim se u hrvatskoj političkoj publicistici i povijesnoznanstvenoj literaturi označuje ukupnost ideoloških predodžaba, političkih i stranačkih strategija i kulturnih stremljenja proizišlih iz nacionalne borbe i državotvornih nastojanja hrvatskoga i drugih južnoslavenskih naroda. Nacionalno pitanje južnoslavenskih naroda postalo je aktualno od vremena građanskih revolucija, kad se u Europi, koja se u XVII. i XVIII. st. većim dijelom sastojala od nadnacionalnih i subnacionalnih zajednica, afirmirala građanska ideja nacionalne države, tj. predodžba o narodnom kolektivu kao osnovi i nositelju svih ustanova političkoga sustava i kulturnoga života. Dodatni poticaj aktualizaciji nacionalnoga pitanja u južnih Slavena bilo je uzmicanje Turaka u razdoblju od završetka XVII. st. do balkanskih ratova. Ono je povećalo teritorij južnoslavenskih etničkih kolektiva, što je poticalo njihove državotvorne planove i prateće ideologije. Važan preduvjet za otvaranje specifično hrvatskoga nacionalnog pitanja bila je okolnost da su se slijedom pada Mletačke Republike i sloma Napoleonova europskoga poretka našle u sastavu Habsburške Carevine - uz sjevernu Hrvatsku i Slavoniju, koje su pod Habsburzima bile već otprije - Dalmacija (zajedno s teritorijima nekadašnje Dubrovačke Republike) i cijela Istra. Istina, one su ostale pod izravnom carskom vlašću, što je onemogućivalo njihovo ujedinjenje s Hrvatskom.— Krležijana |

## Povijest
Evolucija hrvatskoga nacionalnog pitanja i njegovih odnosa prema nacionalnoj politici ostalih južnih Slavena, ako se zanemare njezine daleke anticipacije u formi tzv. baroknoga slavizma ili djelatnosti erudita i povjesničara iz XVII. i XVIII. stoljeća, mogla bi se podijeliti na sljedeće faze:
1. Faza ilirskoga narodnog preporoda; u njoj se započelo kulturno ujedinjenje južnih Slavena katoličke vjere s teritorija nekada okupljenih u srednjovjekovnoj Kraljevini Hrvatskoj i Dalmaciji (Regnum Croatiae et Dalmatiae).
2. 2. Razdoblje od ožujske revolucije 1848. do sloma revolucije u kolovozu 1849, kad je, u doba političkih nemira u Beču i njemačko-madžarskoga sukoba u Carevini, formuliran program ujedinjenja i samostalnosti Trojedne Kraljevine (Kraljevine Hrvatske, Dalmacije i Slavonije).
3. Doba stranačkih nacionalnih ideologija u razdoblju od sredine XIX. stoljeća do kraja I. svjetskoga rata. Valja naglasiti da su teritorijalne pretenzije tih ideologija uglavnom nadilazile okvir Trojednice, bilo da su širile vjeru u mogućnost da se svi južni Slaveni ujedine pod hrvatskim imenom (Stranka prava) ili su imale u vidu uspostavu višenacionalne južnoslavenske zajednice s manje ili više izraženim federalnim obilježjima (Strossmayer, Narodna stranka). Potkraj razdoblja proširio se, ponajviše u krugovima školske i sveučilišne mladeži, poseban oblik jugoslavenske ideologije, kojoj su svojstveni jugoslavenski »nadplemenski« nacionalizam i uvjerenje o primatu Srbije u procesu ujedinjenja.
4. Razdoblje I. svjetskoga rata. S jedne strane, obilježeno je djelatnošću političara i ideologa koji su vjerovali u opstanak Carevine i mogućnost njezina preuređenja na federalističkoj osnovi, što bi rezultiralo stvaranjem južnoslavenske federalne jedinice s teritorijem od Triglava do Sarajeva ili - u skladu s nacionalno radikalnijim očekivanjima - nekom vrstom habsburške »velike Hrvatske«, tj. državom Hrvata i bosanskohercegovačkih muslimana s granicom na rijeci Drini. S druge strane, u istom su razdoblju djelovali hrvatski političari u emigraciji (Trumbić, Supilo, Meštrović i dr.), koji su, polazeći od predviđanja da Carevina neće preživjeti rat, radili na uspostavi južnoslavenske države Srba, Hrvata i Slovenaca.
5. Razdoblje međuratne Jugoslavije. U njemu se, zbog nepopustljiva stava središnje političke vlasti prema hrvatskim federalističkim zahtjevima i represivnih akcija protiv njihovih nositelja, obnovilo nacionalno pitanje; sada se ono, pod utjecajem unutrašnjih društvenih kretanja i svjetskopolitičkih zbivanja, proširilo različitim socijalnim programima, napose po crti seljačke ideologije (Radić, Maček, HRSS/HSS) i ideologije radničkoga pokreta (KPJ i KPH). Glavni stranački nacionalni programi uglavnom nisu dovodili u pitanje opstanak Kraljevine SHS odnosno Kraljevina Jugoslavije, zahtijevajući federalizaciju države; iznimka su bili ostaci predratnih pravaša i frankovaca, koji su od kasnih 20-ih i ranih 30-ih godina težište političke djelatnosti prenijeli u emigraciju, gdje su formirali ustaški pokret s političkim vodstvom i paravojnim odredima.
6. Razdoblje II. svjetskoga rata. Na prostoru nekadašnje Trojednice i Bosne i Hercegovine, okrnjenu predajom istočnojadranskih teritorija od Zadra do Splita, ustaški je pokret uz pomoć Njemačke i Italije i pod njihovim jakim patronatom proglasio Nezavisnu Državu Hrvatsku. Njezino je unutrašnje uređenje slijedilo nacističko-fašističke poretke osovinskih država (zabrana političkih stranaka, ukidanje izbora, uvođenje rasnih zakona i koncentracijskih logora), a njezin je opstanak ovisio o sudbini osovinskih sila, prije svega Njemačke. Nakon što je Njemačka, a zajedno s njom i NDH, ušla u rat sa Sovjetskim Savezom, prosovjetska KPJ, ojačana različitim protivnicima NDH (antifašistima iz građanskih krugova, stanovništvom koje se našlo na udaru rasnih zakona i ideološke represije), započela je partizanski rat protiv vojnih odreda osovinskih sila i NDH. U programu KPJ, koja je partizansku aktivnost manjega ili većega opsega organizirala i na teritorijima izvan NDH, nacionalno pitanje Hrvata i drugih južnoslavenskih naroda imalo se razriješiti ponovnom uspostavom Jugoslavije kao federativno uređene države sa socijalističkim društvenim uređenjem.
7. Razdoblje nakon II. svjetskoga rata. KPJ, koja je u raspletu rata preuzela vlast u Jugoslaviji, prestrojila je državu u savez šest federalnih jedinica, što se smatralo osnovom za rješenje nacionalnoga pitanja, dok se društveno uređenje, nakon kratka prijelaznoga razdoblja, ustrojilo po uzoru na sovjetski jednostranački totalitarizam. Nacionalno se pitanje u poslijeratnoj Jugoslaviji obnovilo zbog više razloga. Ponajprije, savezna je država svojom politikom i svojim nadnacionalnim ideologijama (bratstvo-jedinstvo, socijalistički internacionalizam) poticala jugoslavenski patriotizam na štetu identiteta i interesa pojedinih naroda; dalje, u ustanovama države, osobito u vojsci i u policiji, prevlast su imali pripadnici najvećega jugoslavenskog naroda, srpskoga, pa su se sukobi saveznih i republičkih instancija često svodili na sukobe srpskih i nesrpskih interesa; napokon, u novoj su se Jugoslaviji održali međusobno nespojivi ili otvoreno antagonistički nacionalizmi iz prethodnih razdoblja, napose program »velike Srbije«, koji se 80-ih godina počeo pretvarati u službeni program srpske i znatnoga dijela savezne politike, što je izazvalo oživljavanje nacionalnoga pitanja nesrpskih naroda u Jugoslaviji i raspad države.
8. Razdoblje nakon raspada Jugoslavije i promaknuća nekadašnjih jugoslavenskih republika u međunarodno priznate države.

## Ideologije i pokreti
Ideologije i politički pokreti proizišli iz nacionalnoga pitanja južnih Slavena trajno su nailazili na izvanjske otpore ili su bili u međusobnim interesnim sukobima. Iz hrvatske perspektive, prvi protivnici nacionalne emancipacije bila su dva povlaštena carevinska naroda, Nijemci i Madžari. Njemačko i mađarsko protivljenje poticalo je hrvatske ideologe i političare iz habsburškoga razdoblja da, u okviru različitih jugoslavenskih programa, rade na sintezi hrvatskoga i srpskoga nacionalnog pitanja, premda su se već u XVIII. stoljeća, a napose u prvoj polovici XIX. stoljeća, javile naznake da većina srpskih nacionalnih ideologija isključuje suradnju s Hrvatima, jer hrvatsku naciju ili uopće ne uzimaju u obzir ili je ograničuju na neštokavska područja Banske Hrvatske i Dalmacije.
Opasnosti koje hrvatskim interesima prijete s raznih strana odnosno njihovo uočavanje i neuočavanje, potaknuli su različite interpretacije hrvatskoga nacionalnog pitanja i raslojavanje na njemu zasnovanih političkih programa, što je do najjačega izražaja došlo u razdoblju od kraja preporoda do I. svjetskoga rata, kad su u javnom životu uz monarhističke stranke istodobno djelovale stranke koje su vjernost Austro-Ugarskoj spajale s jugoslavenskom idejom, zatim stranke koje su podjednako odbijale Austro-Ugarsku i Jugoslaviju kao okvir rješenja nacionalnoga pitanja te napokon skupine i ideolozi s antiaustrougarskim i projugoslavenskim programom. Kolebanje između hrvatskih interesa i jugoslavenstva nastavilo se i nakon 1918., a u prikrivenoj formi, i za razdoblja socijalističke Jugoslavije.